# Winnie the Pooh (franquia)
Winnie the Pooh é uma franquia de mídia baseada nas histórias de A. A. Milne e E. H. Shepard, com Winnie-the-Pooh. A franquia de mídia da Disney começou em 1966 com o lançamento teatral do curta Winnie the Pooh e da Honey Tree.

## Visão geral
No meio de uma batalha em 2003, onde a Disney perdeu os direitos comerciais de Winnie the Pooh, o The Daily Telegraph observou que "perder o controle da franquia Winnie the Pooh seria um desastre para a Disney. Os analistas acreditam que a Pooh vale entre US$ 3 bilhões e US$ 6 bilhões". O faturamento anual total da Disney é de US$ 25 bilhões." De acordo com um artigo da Variety de 2013, Winnie the Pooh é a terceira franquia mais vendida do mundo, depois da própria Disney Princesa e Star Wars. O New York Times disse: "As apostas são altas para a Disney. As vendas globais de mercadorias da Pooh - livros, brinquedos de pelúcia, camisetas, cadeiras - caíram 12% nos últimos cinco anos, mas ainda respondem por incríveis US$ 5,5 bilhões", acrescentando "Pooh... continua a ser o segundo personagem mais vendido da Disney depois do Mickey Mouse". "Os especialistas em branding dizem que as franquias de personagens envelhecidas estão entre as mais difíceis de se manter vivas porque exigem andar na corda bamba. 'Com o Winnie the Pooh, a Disney continuará lutando com a tensão de permanecer relevante para as crianças versus manter um amor Marca que os pais confiam", disse Matt Britton, um dos fundadores da Mr. Youth, uma firma de marketing de Nova York." Em uma visão geral de 2014 das principais franquias da Disney, a CNN escreveu "Pooh pode ter nascido na década de 1920 nos livros de A. A. Milne. Mas o urso ainda está forte por meio de filmes da Disney e DVDs. Pooh Bear vende jogos, bichos de pelúcia, roupas e até aplicativos para iPhone e iPad. Pooh também é um dos assuntos favoritos em livros da Disney Publishing Worldwide, a maior editora mundial de livros e revistas infantis, com mais de 700 milhões de produtos vendidos a cada ano".

## Filmes de longa metragem
Muito antes de a Disney ter qualquer direito a Winnie the Pooh, Stephen Slesinger, Inc., produziu o primeiro Pooh Movie sob a bandeira Telecomics Presents, em 1947.
| Equipe técnica       | Filmes de animação | Filmes de animação                                        | Filmes de animação                      | Filmes de animação                              | Filmes de animação | Continuação em live-action                                  |
| Equipe técnica       | The Many Adventures of Winnie the Pooh (1977)                                                                              | The Tigger Movie (2000)                                   | Piglet's Big Movie (2003)               | Pooh's Heffalump Movie (2005)                   | Winnie the Pooh (2011) | Christopher Robin (2018)                                    |
| -------------------- | --- | --------------------------------------------------------- | --------------------------------------- | ----------------------------------------------- | --- | ----------------------------------------------------------- |
| Diretor(es)          | John Lounsbery Wolfgang Reitherman                                                                                         | Jun Falkenstein                                           | Francis Glebas                          | Frank Nissen                                    | Stephen J. Anderson Don Hall | Marc Forster                                                |
| Produtor(es)         | Wolfgang Reitherman Walt Disney (não-creditado)                                                                            | Cheryl Abood Jennifer Blohm Richmond Homie                | Michelle Pappalardo-Robinson            | Jessica Koplos-Miller                           | Peter Del Vecho Clark Spencer | Brigham Taylor Kristen Burr                                 |
| Escritor(es)         | História por: Larry Clemmons Ralph Wright Vance Gerry Xavier Atencio Ken Anderson Julius Svensden Ted Berman Eric Cleworth | Roteiro por: Jun Falkenstein História por: Eddie Guzelian | Roteiro por: Brian Hohlfeld             | Roteiro por: Brian Hohlfeld Evan Spiliotopoulos | História por: Burny Mattinson Stephen J. Anderson Clio Chiang Don Dougherty Don Hall Kendelle Boyer Brian Kesinger Nicole Mitchell Jeremy Spears | Roteiro por: Tom McCarthy Alex Ross Perry Allison Schroeder |
| Compositor(es)       | Richard M. Sherman Robert B. Sherman Buddy Baker                                                                           | Harry Gregson-Williams                                    | Carl Johnson                            | Joel McNeely                                    | Henry Jackman | Jon Brion Geoff Zanelli                                     |
| Editor(es)           | Tom Acosta James Melton | Makoto Arai Robert Fisher, Jr.                            | Ivan Bilancio                           | —                                               | Lisa Linder | Matt Chessé                                                 |
| Empresas de produção | Walt Disney Productions | Walt Disney Pictures DisneyToon Studios                   | Walt Disney Pictures DisneyToon Studios | Walt Disney Pictures DisneyToon Studios         | Walt Disney Pictures Walt Disney Animation Studios                                                                                               | Walt Disney Pictures                                        |
| Distribuidor         | Buena Vista Distribution                                                                                                   | Buena Vista Distribution                                  | Buena Vista Distribution                | Buena Vista Distribution                        | Walt Disney Studios Motion Pictures | Walt Disney Studios Motion Pictures                         |
| Duração              | 74 minutos | 77 minutos                                                | 75 minutos                              | 68 minutos                                      | 63 minutos | 104 minutos                                                 |
| Lançamento           | 11 de março de 1977 | 11 de fevereiro de 2000                                   | 21 de março de 2003                     | 11 de fevereiro de 2005                         | 15 de julho de 2011 | 3 de agosto de 2018                                         |

### Filmes da Walt Disney Animation Studios

#### The Many Adventures of Winnie the Pooh(1977)
The Many Adventures of Winnie the Pooh é um filme de comédia musical de 1977, produzido pela Walt Disney Productions e distribuído pela Buena Vista Distribution. É o 22º longa-metragem de animação da Disney e foi lançado pela primeira vez em 11 de março de 1977. O filme consiste em quatro curtas previamente lançados que foram editados juntos. A cena final é baseada no capítulo final de The House at Pooh Corner, de A. A. Milne.
Sebastian Cabot narra as aventuras do ursinho alegre Pooh enquanto ele procura e lida com complicações de sua busca por mel, resiste a uma terrível tempestade de vento e subsequente enchente, e suporta as fraquezas do tigre hiperativo Tigrão e tem o aniversário de Bisonho. Winnie the Pooh, Leitão, Bisonho, Can, Guru e Tigrão.

#### Piglet's Big Movie(2003)
Piglet's Big Movie é um filme de comédia-drama de animação musical de 2003, produzido pela DisneyToon Studios, e lançado pela Walt Disney Pictures em 21 de março de 2003. É baseado nos personagens dos livros de Winnie the Pooh escritos por A. A. Milne. É o segundo da série de filmes de Winnie the Pooh lançados nos cinemas que não foram produzidos por Walt Disney Feature Animation, precedidos por The Tigger Movie (2000) e seguidos por Pooh's Heffalump Movie (2005). O filme apresenta músicas de Carly Simon.
Leitão fica farto depois de ser excluído de um esquema de ladrões de mel, por isso resolve fazer algum pensamento. Mas quando os habitantes do Bosque dos 100 Acres descobrem que ele está desaparecido, a única pista que eles têm que seguir é um álbum de recordes que ele deixou para trás.

#### Pooh's Heffalump Movie(2005)
Pooh's Heffalump Movie é um musical de comédia-drama de 2005 produzido por DisneyToon Studios e lançado pela Walt Disney Pictures, apresentando personagens das histórias clássicas de A. A. Milne. Este filme apresenta músicas de Carly Simon.
Pooh, Leitão, Tigrão e Guru procuram por uma criatura misteriosa e temível que entrou na Floresta dos 100 Acres, mas Guru descobre que a criatura não é o que parece.